# Различният поглед (фестивал)
Фестивалът „Различният поглед“ е ежегодно културно събитие, което се провежда на централните разкопки в Стара Загора в първия уикенд след началото на учебната година.
Съществува от 2008 година и е най-голямото младежко събитие в региона, свързано с изкуството. Фестивалът събира на едно място артисти от най-разнообразни изкуства и е насочен към децата и младежите в града. Фестивалът се организира и координира от „ССИК – Различният поглед“. Основен партньор за провеждане на събитието е Община Стара Загора. Традиция по време на фестивала е да се изрисуват част от околните площи в графити.

## История
„Сдружение за съвременно изкуство и култура – Различният поглед“ е създадено по Закона за юридическите лица с нестопанска цел, регистрирано е на 1 юни 2009 г., като НПО извършваща дейност в обществена полза с идеална цел. Арт организацията обединява доброволно млади ентусиазирани хора и творци в сферата на изкуството.
Съвременното изкуство е динамично като действителността, в която живеем. То е толкова глобално, че обобщава всичко в една система от цветове, форми, звуци и идеи.
Изкуството е магия, под чието влияние попаднеш ли, оставаш омагьосан завинаги. В този смисъл идеята на „ССИК-Различният поглед“ е да се опита да даде живот на възможен макар и утопичен вариант на едно арт пространство, което да бъде различно, където нещата да се случват, дори и при липсата на средства, дори при липсата на целенасочена културна политика в подкрепа на съвременното изкуство в България.
Желанието ни е да се създадем едно неформално пространство за комуникация, което да стимулира обмен на творчески опит и идеи, както и свободен достъп на публиката или просто забавно и същевременно съвместно прекарване на свободното време.
Мисията на арт организацията е чрез съвременното изкуство и култура, и с един по-различен поглед да провокира в израстващото поколение и във всички млади, талантливи и будни хора желанието да търсят и опознават себе си, да мечтаят, да творят, да бъдат смели и идейни, и по този начин да изграждат в себе си и потребност и необходимост от културен и ценностен начин за възприятие на живота.

## 2008
Първото издание на ЕМФИ  „Различният поглед“ се провежда на 13.09.08 г. на Централни градски разкопки Стара Загора. Участниците в него са 120 души, а посетителите – над 2000. Събитието популяризира нетрадиционни творци и изпълнители, както и добри практики в областта на екологичната култура. Музикалната сцена предлага избор от jazz, ska, reggae, rock и beat box. Работилници на фестивала предлагат накити, маски, свещи, рисуване върху метал, стъкло, хартия и др. Вечерта завършва с музикална програма на DJ Svex, DJ Ian, DJ Emanuil Hristov, Vj's white gypsy studio, VIZAR.

## 2009
Второто издание на фестивала „Различният поглед“ на 19.09.2009 г. е много по-мащабно и дава възможност на посетителите и участниците в него активно да участват в програма от концерти, семинари, работилници и забавления.
В рамките на програмата на културния фестивал се провеждат еко и природозащитни хепънинги, чиято цел е да подпомогнат осъществяването на връзката между социалното образование и урбанистичната култура, като елементи от живота на съвременната младеж. Новото на фестивала са работилниците за оригами, свещи, body art, рисуване върху текстил и стробист фотография.
ЕМФИ всключва и различни видове спорт – пой, хек, скейтборд, кънки, жонглиране, паркур и др. Свои пиеси по време на фестивала представят читалище „Родина“, уличен театър „А“, театър „HAND“. Музикалните направления, застъпени в тази година, са disko, rock, ska, reggae, punk, Hip-Hop, Hardcore, Techno, Beat Box.

## 2010
ЕМФИ – „Различният поглед“ през 2010 събира 15 000 посетители и над 200 артисти. Той е и най-продължителен – от вечерта на 17.09. до нощта на 19.09.2010. За 48 часа събитието събира funk, blues, jazz, rock, ska, punk, grunge, disco, reggae, folk, psychobilly, alternative, hip-hop, hardcore, death metal звучене. Основни гости на музикалните сцени са унгарците The Silver Shine и Daniel D. Програмата се разширява с арт инсталации, уличен куклен театър, работилнички по изработване на скулптори от итонг и др. На място клуб „Зараза“ към Сдружение „Самаряни“ осигуряват 2 микробуса, в които всички желаещи ще могат да изследват своя ХИВ/СПИН статус. Вечерта завършва с пускането на десетки огнени фенери в небето.

## 2011
ЕМФИ – „Различният поглед“ от 16 до 18 септември 2011 за първи път се разраства в три дни. Организиран за четвърта поредна година, фестивалът придобива статут на най-мащабното младежко събитие в града и региона. Разраснал се до такава степен, той предоставя възможността на посетителите му да се впуснат в разнообразната програма и да изберат как да се забавляват.
В годината на доброволчеството, фестивалът подкрепя всички добри практики в сферата на младежките дейности и дава възможност за изява на неправителствени организации, инициативни млади хора и творци. Акцент е неформалното образование като метод за творческа себеизява и креативност. Неслучайно фестивалът преминава под мотото „Заедно в изкуството!“. Сдружението си партнира с Регионален исторически музей, Библиотека „Захари Княжески“ и Градска художествена галерия.
Над 30 музикални групи и диджеи в различни стилове участват на откритата сцена и в клубовете. В програмата са заложени още: театрални представления, кинопрожекции, изложби, презентации и конференции на МК и МОМН, занаятчийски работилници, историческа възстановка, цирково изкуство и др. Клуб „Зараза“ отново се включват с мобилен кабинет от мястото на събитието за изследване и консултиране за HIV/СПИН. Арт ателиета и спортен форум са обединени в спортен арт многобой или „Шеметна надпревара“, която е предизвикателство към най-ентусиазираните и енергични.
За активни места на фестивала са определени Централни градски разкопки, Станционна градина, Регионална библиотека „Захарий Княжески“, Регионален исторически музей и няколко местни клуба.

## 2012
През 2012 г. фестивалът за първи път се провежда в пет поредни дни, от 19 до 23 септември, на някои нови, различни от предходни години места в град Стара Загора. Основните арт дестинации са: Къщата на арх. Христо Димов, където гостува „Водна кула Арт-фест 2012 на път“ с арт инсталации, фотоизложби и откриващо парти; Регионална библиотека „Захари Княжески“ с фотоизложба и ръчна хартия от Цвети Панева; Кино „Различният Комсомол“, където се провеждат графити демонстрации, арт инсталации и редица кинопремиери, сред които поетичен пърформанс на Калоян Праматаров, Видео-арт от Видеохолика 2012, с гост – организатора на Видеохолика – Нено Белчев, филм от Фестивала за скандинавско и прибалтийско кино „Северно сияние“, Старозагорската премиера на „Бъскинг“ с гости Койна Русева и Пламена Христова, както и на документалния филм на София Тзавела „Хотел Рай“; Станционна градина – фестивален уикенд – открита музикална сцена, арт работилници, демонстрации и щандове на редица неправителствени организации и клубове, сред които „Багатур“, „Самаряни“, „Youth for understanding“, подвижен кабинет за изследване на ХИВ/СПИН на РЗИ Стара Загора, цирков уъркшоп и уъркшоп по масажи на английските ЕДС доброволци на Сдружение „Различният поглед“, DJ платформа и „Кино под звездите“, с прожекции на филмите „Kindersurprise“, „Територии“ и „Между кадрите“ на млади български режисьори и монтажисти.